# ژان رنو
خوان مورنو و ارارا-خیمنز (Juan Moreno y Herrera-Jiménez) معروف به ژان رنو (به انگلیسی: Jean Reno) (زادهٔ ۳۰ ژوئیه ۱۹۴۸) بازیگر نامدار اسپانیایی تبار سینمای فرانسه است که در فیلم‌های مشهوری همچون نیکیتا، لئون، رونین، گودزیلا، راز داوینچی، پسران پرواز، پلنگ صورتی و بوسه فرانسوی ، ۲۲ گلوله، معجون زمان و آبی بیکران به ایفای نقش پرداخته‌است. وی همچنین تاکنون در فیلم‌هایی فرانسوی، انگلیسی، ژاپنی، اسپانیایی و ایتالیایی ظاهر و به ایفای نقش پرداخته‌است.
فیلم لئون حرفه‌ای یکی از بهترین آثار او در بازیگری به حساب می‌آید.

## کودکی
ژان رنو در شهر کازابلانکا در مراکش فرانسه زاده شد. پدر و مادر وی از اهالی اسپانیا بوده‌اند که برای یافتن کار به شمال آفریقا رفته‌اند. سپس والدینش به فرانسه مهاجرت می‌کنند. پدر وی تایپیست بود و مادرش در زمانی که ژان در سن نوجوانی بود از دنیا رفت. ژان رنو یک خواهر کوچک‌تر به نام ماریا ترسا دارد و مسیحی کاتولیک است.
در سن ۱۷ سالگی به فرانسه مهاجرت می‌کند و در رشته بازیگری مشغول به مطالعه می‌شود.

## زندگی شخصی

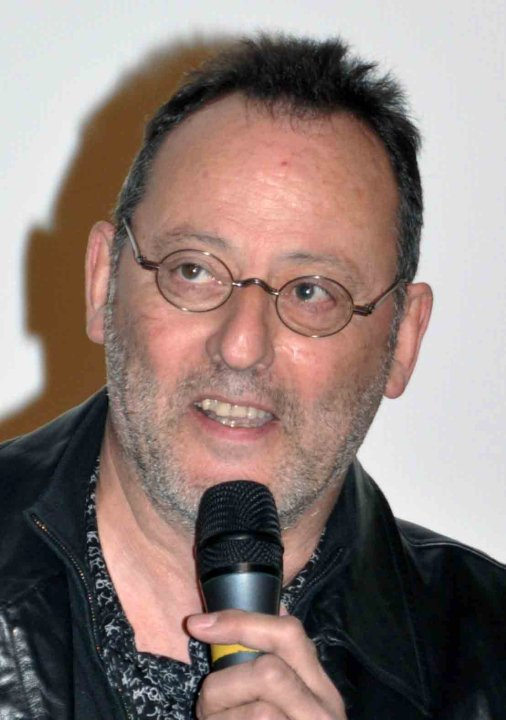
ژان رنو در اولین اکران فیلم "جاودانه"

ژان رنو در ژوئیه ۲۰۰۶ با مدل و خواننده لهستانی، زوفیا بوروکا  ۳۵ ساله، ازدواج می‌کند. رئیس‌جمهور پیشین فرانسه، نیکولا سارکوزی در زمان ریاست جمهوری از دوستان نزدیک ژان بود. اولین پسر آن‌ها در سال ۲۰۰۹ و در نیویورک زاده شد و پسر دومشان در سپتامبر ۲۰۱۱. رنو پیش از این ازدواج، دو بار دیگر هم ازدواج کرده بود و چهار فرزند دیگر از آن ازدواج‌ها داشت. اولین همسرش ژنویو رنو نام داشت که از او یک دختر (متولد ۱۹۷۶) و یک پسر (متولد ۱۹۸۰) دارد. همسر دومی ژان رنو، مدل لهستانی، ناتالی دژکیویچ، بود. از این ازدواج دوم نیز یک پسر (متولد ۱۹۹۶) و یک دختر (متولد ۱۹۹۸) دارد.

## فیلم‌شناسی
| سال  | عنوان                               | نقش                   |
| ---- | ----------------------------------- | --------------------- |
| ۱۹۷۸ | فرضیه نقاشی دزدیده شده              | پرسنل تابلوی نقاشی    |
| ۱۹۷۹ | نور زن                              | افسر ترافیکی          |
| ۱۹۸۰ | اسب مراکشی                          |                       |
| ۱۹۸۲ | رهگذر                               |                       |
| ۱۹۸۳ | علائم خارجی ثروت                    |                       |
| ۱۹۸۳ | آخرین نبرد                          |                       |
| ۱۹۸۵ | تلفن همیشه دو بار زنگ می‌زند!!       |                       |
| ۱۹۸۵ | مترو                                | نوازندهٔ درام          |
| ۱۹۸۸ | آبی بیکران                          | انزو                  |
| ۱۹۹۰ | مردی با نقاب طلایی                  | پدر ویکتوریو          |
| ۱۹۹۰ | دختری بنام نیکیتا                   | ویکتور                |
| ۱۹۹۱ | لولو گرافیتی                        |                       |
| ۱۹۹۱ | عملیات کورند بیف                    | کاپیتان فیلیپ         |
| ۱۹۹۲ | پاقکو روسو                          |                       |
| ۱۹۹۳ | پیچ                                 | آقای ک!               |
| ۱۹۹۳ | پارانویا                            |                       |
| ۱۹۹۳ | پرواز از عدالت                      | چارلی برت             |
| ۱۹۹۳ | معجون زمان                          | گادفروی آموری         |
| ۱۹۹۴ | لئون حرفه‌ای                         | لئون                  |
| ۱۹۹۵ | تقوفه‌ها                             | پاتریک                |
| ۱۹۹۵ | بوسه فرانسوی                        | بازرس ژان-پائول کاردن |
| ۱۹۹۵ | فراسوی ابرها                        | کارلو                 |
| ۱۹۹۶ | مأموریت غیرممکن                     | فرانک کریگر           |
| ۱۹۹۶ | جگوار                               |                       |
| ۱۹۹۷ | به خاطر رزانا                       | مارسلو                |
| ۱۹۹۷ | یک عشق جادوگر                       |                       |
| ۱۹۹۷ | خواهران خورشید                      | بیننده                |
| ۱۹۹۸ | معجون زمان ۲                        | گادفروی آموری         |
| ۱۹۹۸ | گودزیلا                             | فیلیپ                 |
| ۱۹۹۸ | رونین                               | وینسنت                |
| ۲۰۰۰ | رودخانه‌های سرخ                      | پیر نیمان             |
| ۲۰۰۱ | معجون زمان ۳                        | گادفروی آموری         |
| ۲۰۰۱ | واسابی                              |                       |
| ۲۰۰۲ | پرواززدگی                           | فلیکس                 |
| ۲۰۰۲ | رولربال                             | الکسی پتروویچ         |
| ۲۰۰۳ | ساکت باش                            | روبی                  |
| ۲۰۰۴ | رودخانه‌های سرخ ۲: فرشتگان آخرالزمان | کمیسر نیمان           |
| ۲۰۰۴ | هتل رواندا                          | آقای تیلنس            |
| ۲۰۰۴ | پرونده کورسیکان                     | آنگا لئونی            |
| ۲۰۰۵ | امپراتوری گرگ‌ها                     | ژان لویس شیفر         |
| ۲۰۰۵ | ببر و برف                           | فاد                   |
| ۲۰۰۶ | پلنگ صورتی                          | گیلبرت                |
| ۲۰۰۶ | پسران پرواز                         | جورج تنولت            |
| ۲۰۰۶ | رمز داوینچی                         | بزو فاچه              |
| ۲۰۰۶ | برآب‌رفته                            | قورباغه               |
| ۲۰۰۸ | وجه نقد                             |                       |
| ۲۰۰۹ | پلنگ صورتی ۲                        | گیلبرت                |
| ۲۰۰۹ | اولین حلقه                          |                       |
| ۲۰۰۹ | فرار زوج‌ها                          | مارسل                 |
| ۲۰۰۹ | زره‌دار                              | کین                   |
| ۲۰۱۰ | بچه‌های پاریس                        | دکتر دیوید شین بائوم  |
| ۲۰۱۰ | ۲۲ گلوله                            | چارلی                 |
| ۲۰۱۱ | مارگارت                             | رامون                 |
| ۲۰۱۲ | الکس کراس                           |                       |
| ۲۰۱۲ | سرآشپز                              |                       |
| ۲۰۱۳ | ژو                                  |                       |
| ۲۰۱۳ | روزها و شب‌ها                        |                       |
| ۲۰۱۴ | هکتور و جستجو برای خوشحالی          |                       |
| ۲۰۱۴ | تاکسی قرمز                          |                       |
| ۲۰۱۵ | برادران باد                         | دنزر                  |
| ۲۰۱۶ | آخرین چهره                          | دکتر لاو              |
| ۲۰۱۶ | معجون زمان ۴                        | گادفروی آموری         |
| ۲۰۱۶ | قول                                 | دریاسالار فرانسوی     |
| ۲۰۱۷ | گنج‌های من                           | پاتریک                |
| ۲۰۱۷ | دختری در مه                         | آگوستو فلورس          |
| ۲۰۱۷ | ماجراجویان                          | کاراگاه پییر بیست     |
| ۲۰۱۹ | ۴ لاتاس                             | ژان پیر               |
| ۲۰۲۰ | چشم‌به‌راه آنیا                       | هنری                  |
| ۲۰۲۰ | ۵ هم خون                            | دسروچ                 |
| ۲۰۲۰ | دربان                               | ویکتور دبوس           |
| ۲۰۲۰ | شهر یاغی                            | انج لئونتی            |
| ۲۰۲۱ | قول‌ها (وعده‌ها)                      |                       |
| ۲۰۲۴ | سرقت                                | لارس یوگنسون          |
| ۲۰۲۴ | دوست پنگوئن من                      | جوآئو                 |
| ۲۰۲۴ | گرگینه‌ها                            | گیلبرت واسیه          |
| ۲۰۲۴ | بیبی‌گرل                             |                       |
| ۲۰۲۵ | تیونر                               |                       |

### بازی‌های ویدئویی
| سال  | عنوان                     | نقش      | توضیحات       |
| ---- | ------------------------- | -------- | ------------- |
| ۲۰۰۴ | اونیموشا ۳: محاصره اهریمن | ژاک بلان | صدا و کاراکتر |

## جوایز و افتخارات

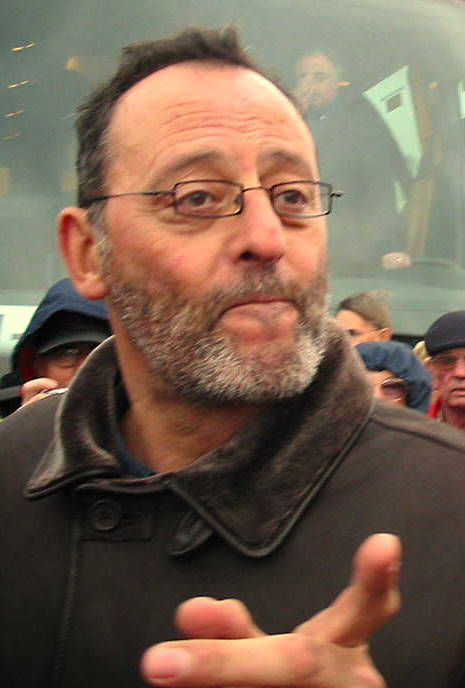
ژان رنو در سال ۲۰۰۵

نشان و مدال ها
| سال  | عنوان مدال                       | نکته                                                   |
| ۲۰۰۳ | نشان ملی لیاقت                   | از سوی رییس جمهور فرانسه به وی اهدا شد.                |
| ۲۰۰۷ | انجمن هنر ها و ادبیات            | از سوی دولت فرانسه به وی اهدا شد.                      |
| ۲۰۰۸ | نشان لژیون افتخار                | از سوی رییس جمهور فرانسه به وی اهدا شد.                |
| ۲۰۱۵ | مدال طلا شایستگی در هنر های زیبا | از طرف وزارت آموزش ،فرهنگ و ورزش اسپانیا به وی اهدا شد |

جوایز و نامزدی ها
| تاریخ | عنوان جایزه           | به عنوان                    | نتیجه |
| ۲۰۰۰  | جایزه فیلم اروپایی    | دستاورد برجسته سینمایی جهان | برنده |
| ۲۰۱۲  | جایزه فرانسویش ترافوت | جشنواره فیلم جیفونی         | برنده |

| نام فیلم         | نقش           | جایزه                    | به عنوان              | نتیجه     | سال  |
| آبی بیکران       | انزو          | جایزه سزار               | بهتر بازیگر نقش مکمل  | نامزد شده | ۱۹۸۸ |
| ملاقات کنندگان   | گادفروی آموری | جایزه سزار               | بهترین بازیگر نقش اول | نامزد شده | ۱۹۹۳ |
| لئون:حرفه‌ای      | لئون          | جایزه سزار               | بهترین بازیگر نقش اول | نامزد شده | ۱۹۹۴ |
| رودخانه‌های خونین | پیر نیمان     | جایزه منتخب مردمی جیمسون | بهترین بازیگر اروپایی | نامزد شده | ۲۰۰۰ |

افتخارات سال ۲۰۲۰
| نام فیلم   | نقش   | جایزه                      | به عنوان                    | نتیجه     | تاریخ |
| پنج هم خون | دسروچ | جایزه انجمن بازیگران سینما | بازی برجسته در فیلم سینمایی | نامزد شده | ۲۰۲۰  |
| پنج هم خون | دسروچ | جایزه گلدن دربی            | بهترین گروه بازیگران        | نامزد شده | ۲۰۲۰  |